# 2001–2002-es magyar női vízilabdakupa
A 2001–2002-es magyar női vízilabdakupa a harmadik kiírás volt a versenysorozat történetében. A csapatok az Ördög Éva-vándordíjért játszottak. A kupára kilenc csapat nevezett. A győzelmet a Dunaújváros szerezte meg.

## Eredmények

### Selejtező
február 16, 17, 23.
A. csoport (Szőnyi út)
| Hely. | Csapat          | M | Gy | D | V | G+ | G– | Gk  | P | Továbbjutás vagy kiesés    |      | BVSC1 | SZEN | EGER | BVSC2 | OSC  |
| ----- | --------------- | - | -- | - | - | -- | -- | --- | - | -------------------------- | ---- | ----- | ---- | ---- | ----- | ---- |
| 1.    | BVSC I.         | 4 | 4  | 0 | 0 | 59 | 10 | +49 | 8 | Továbbjutott az elődöntőbe |      | —     | 11–1 | 21–6 | 15–3  | 12–0 |
| 2.    | Szentesi VK     | 4 | 3  | 0 | 1 | 57 | 24 | +33 | 6 | Továbbjutott az elődöntőbe |      | 1–11  | —    | 18–4 | 13–5  | 25–4 |
| 3.    | Egri VK         | 4 | 2  | 0 | 2 | 41 | 47 | −6  | 4 |                            |      | 6–21  | 4–18 | —    | 17–7  | 14–1 |
| 4.    | BVSC II.        | 4 | 1  | 0 | 3 | 27 | 50 | −23 | 2 |                            | 3–15 | 5–13  | 7–17 | —    | 12–5  |      |
| 5.    | Orvosegyetem SC | 4 | 0  | 0 | 4 | 10 | 63 | −53 | 0 |                            | 0–12 | 4–25  | 1–14 | 5–12 | —     |      |

B. csoport (Dunaújváros)
| Hely. | Csapat                  | M | Gy | D | V | G+ | G– | Gk  | P | Továbbjutás vagy kiesés    |      | DUN  | VAS  | KECS | DVSI |
| ----- | ----------------------- | - | -- | - | - | -- | -- | --- | - | -------------------------- | ---- | ---- | ---- | ---- | ---- |
| 1.    | Dunaújvárosi Főiskola   | 3 | 3  | 0 | 0 | 54 | 10 | +44 | 6 | Továbbjutott az elődöntőbe |      | —    | 14–6 | 18–1 | 22–3 |
| 2.    | Vasas                   | 3 | 2  | 0 | 1 | 24 | 26 | −2  | 4 | Továbbjutott az elődöntőbe |      | 6–14 | —    | 8–6  | 10–6 |
| 3.    | Kecskeméti Villanófókák | 3 | 1  | 0 | 2 | 16 | 28 | −12 | 2 |                            |      | 1–18 | 6–8  | —    | 9–2  |
| 4.    | Dunaújvárosi VSI        | 3 | 0  | 0 | 3 | 11 | 41 | −30 | 0 |                            | 3–22 | 6–10 | 2–9  | —    |      |

### Elődöntő
március 2., 3.
| 1. csapat   | Össz. | 2. csapat | 1. mérk. | 2. mérk. |
| ----------- | ----- | --------- | -------- | -------- |
| BVSC        | 22–11 | Vasas SC  | 7–4      | 15–7     |
| Dunaújváros | 24–10 | Szentes   | 12–7     | 12–3     |

### Döntő
| 2002. március 9. 16:00 | Dunaújváros                           | 9–6 | BVSC                          | Komjádi uszoda Nézőszám: 500 Játékvezetők: Juhász Gy. Vajda J. |
| 2002. március 9. 16:00 | (4–0, 4–2, 0–2, 1–2)                  |     |                               | Komjádi uszoda Nézőszám: 500 Játékvezetők: Juhász Gy. Vajda J. |
| 2002. március 9. 16:00 | Primász 4 Benkő T. 3 Tiba 1 Tóth A. 1 |     | Rédei 4 Gál 1 Szentkereszti 1 | Komjádi uszoda Nézőszám: 500 Játékvezetők: Juhász Gy. Vajda J. |

A Dunaújvárosi Főiskola kupagyőztes csapatának tagjai: Benkő Nóra, Benkő Tímea, Bódi Anett, Dubniczky Erzsébet, Erdős Zsuzsa, Kardos Krisztina, Kovács Annamária, Primász Ágnes, Sós Ildikó, Tiba Zsuzsanna, Tóth Andrea, Zantleitner Krisztina, vezetőedző: Mihók Attila